# Chacun son cinéma
Pour plus de détails, voir Fiche technique et Distribution.
Chacun son cinéma ou Ce petit coup au cœur quand la lumière s'éteint et que le film commence est un film à sketches français réalisé à l'occasion des 60 ans du Festival de Cannes en 2007.

## Synopsis
35 réalisateurs d'origines très variées (25 pays différents) ont tous mis en scène un court métrage de 3 minutes, sur le thème de la salle de cinéma. Le film en regroupe 33 puisque les frères Coen et les frères Dardenne travaillent ensemble. Celui de David Lynch ne faisait pas partie du film mais a été présenté en ouverture du festival. L'épilogue est un extrait du film de René Clair Le silence est d'or.

## Fiche technique
- Titre original complet : Chacun son cinéma ou Ce petit coup au cœur quand la lumière s'éteint et que le film commence
- Titre international : To Each His Cinema
- Production : Gilles Ciment, Gilles Jacob, Jacky Pang Yee Wah, Corinne Golden Weber, Wong Kar-wai
- Sociétés de production : Festival international du film de Cannes, Elzévir Films
- Pays :  France
- Langues : mandarin / anglais / français / espagnol / danois
- Format : couleur
- Durée : 100 minutes
- Dates de sortie : 
  -  France : 20 mai 2007 (Festival de Cannes)

### Réalisation
Réalisateurs par ordre alphabétique :
| - Theo Angelopoulos : Trois Minutes - Olivier Assayas : Recrudescence - Bille August : The Last Dating Show - Jane Campion : The Lady Bug - Youssef Chahine : 47 Ans après - Chen Kaige : Zhanxiou Village - Michael Cimino : No Translation Needed - Ethan Coen : World Cinema - Joel Coen : World Cinema - David Cronenberg : At the Suicide of the Last Jew in the World in the Last Cinema in the World - Jean-Pierre Dardenne : Dans l'obscurité - Luc Dardenne : Dans l'obscurité - Manoel de Oliveira : Rencontre unique - Raymond Depardon : Cinéma d'été - Atom Egoyan : Artaud Double Bill - Amos Gitai : Le Dibbouk de Haifa - Alejandro González Iñárritu : Anna - Hou Hsiao-hsien : The Electric Princess House | - Aki Kaurismäki : La Fonderie - Abbas Kiarostami : Where is My Romeo? - Takeshi Kitano : One Fine Day - Andrei Konchalovsky : Dans le noir - Claude Lelouch : Cinéma de boulevard - Ken Loach : Happy Ending - David Lynch : Absurda - Nanni Moretti : Diario di uno spettatore - Roman Polanski : Cinéma érotique - Raoul Ruiz : Le Don - Walter Salles : À 8 944 km de Cannes - Elia Suleiman : Irtebak - Tsai Ming-liang : It's a Dream - Gus Van Sant : First Kiss - Lars von Trier : Occupations - Wim Wenders : War in Peace - Wong Kar-wai : I Travelled 9 000 km To Give It To You - Zhang Yimou : En regardant le film |

## Distribution
- Josh Brolin : (World cinema)
- Antoine Chappey : (Rencontre unique)
- David Cronenberg : (At The Suicide of The Last Jew in The World in The Last Cinema in The World")
- Audrey Dana : la future mère (Cinéma de boulevard)
- Émilie Dequenne : la spectatrice (Dans l'obscurité)
- Jean-Claude Dreyfus : le mari (Cinéma érotique)
- Sara Forestier : la caissière du cinéma (Cinéma érotique)
- Jacques Frantz : (Occupations)
- Grant Heslov : (World Cinema)
- Takeshi Kitano : (One fine day)
- Michael Lonsdale : (Le Don)
- Jeanne Moreau : (Trois Minutes)
- Nanni Moretti : (Diario di uno spettatore)
- Michel Piccoli : Nikita Khrouchtchev (Rencontre unique)
- Denis Podalydès : le patron du cinéma (Cinéma érotique)
- Zinedine Soualem : le futur père (Cinéma de boulevard)
- Elia Suleiman : (Irtebak)
- Lars von Trier : (Occupations)
- Michel Vuillermoz : le spectateur qui gémit (Cinéma érotique)

## Autour du film
Certains courts-métrages (dont ceux de Wim Wenders et de Michael Cimino) sont disponibles en versions longues sur l'édition DVD de l'anthologie.